# Wolffiella hyalina
Wolffiella hyalina är en kallaväxtart som först beskrevs av Alire Raffeneau Delile, och fick sitt nu gällande namn av Théodore Monod. Wolffiella hyalina ingår i släktet Wolffiella och familjen kallaväxter. IUCN kategoriserar arten globalt som livskraftig. Inga underarter finns listade.